# Tawera subsulcata
Tawera subsulcata је врста слановодних морских шкољки из рода Tawera, породице Veneridae, тзв, Венерине шкољке.

## Статус
Прихваћен.
Ова врста је изумрла познати су само фосили.